# Xuthotrichia ochracea
Xuthotrichia ochracea är en nattsländeart som beskrevs av Martin E. Mosely 1934. Xuthotrichia ochracea ingår i släktet Xuthotrichia och familjen smånattsländor. Inga underarter finns listade i Catalogue of Life.